# Hôtel de Bernuy
Ne doit pas être confondu avec Hôtel de Guillaume de Bernuy.
L'hôtel de Bernuy est un hôtel particulier qui se situe à l'angle de la rue Léon-Gambetta et de la rue Joseph-Lakanal, au cœur du secteur 1, dans le centre historique de Toulouse.
Il est élevé en plusieurs campagnes de construction, entre 1503 et 1536 pour le compte de Jean de Bernuy, riche marchand pastellier qui accède au capitoulat en 1534-1535. En 1567, dans un contexte réforme catholique et de profonde rénovation de l'éducation, l'hôtel est dévolu aux Jésuites qui y ouvrent un collège. La vocation de l'édifice ne s'est pas démentie : il abrite depuis 1957 le collège public Pierre-de-Fermat.
Malgré les transformations successives et les nouvelles constructions, l'hôtel de Bernuy, dont le style témoigne de la transition du style gothique au goût de la Renaissance, est remarquable pour sa cour d'entrée. L'hôtel est classé monument historique en 1889.

## Histoire

### L'hôtel de Jean de Bernuy

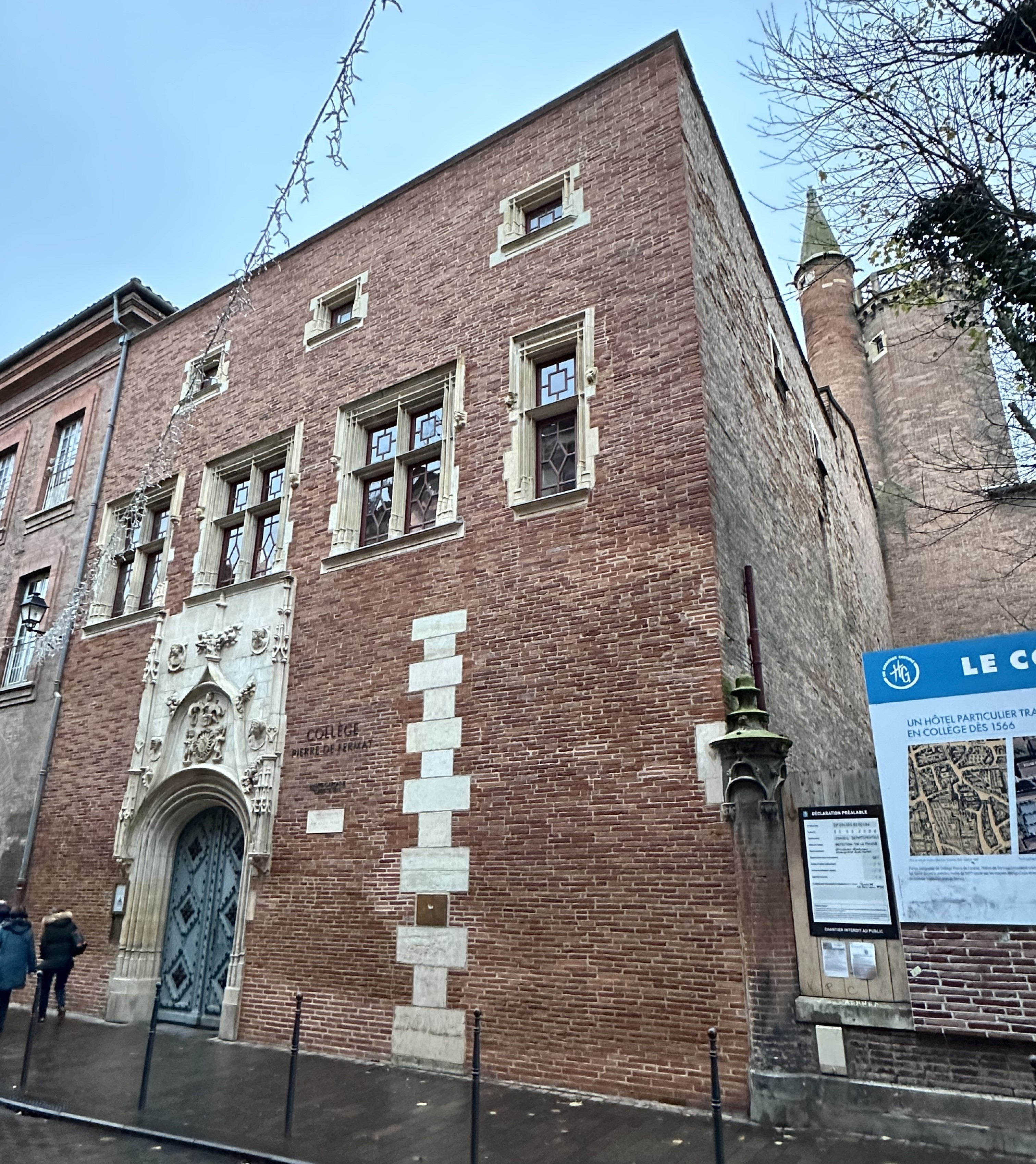
La façade ravalée en 2023.

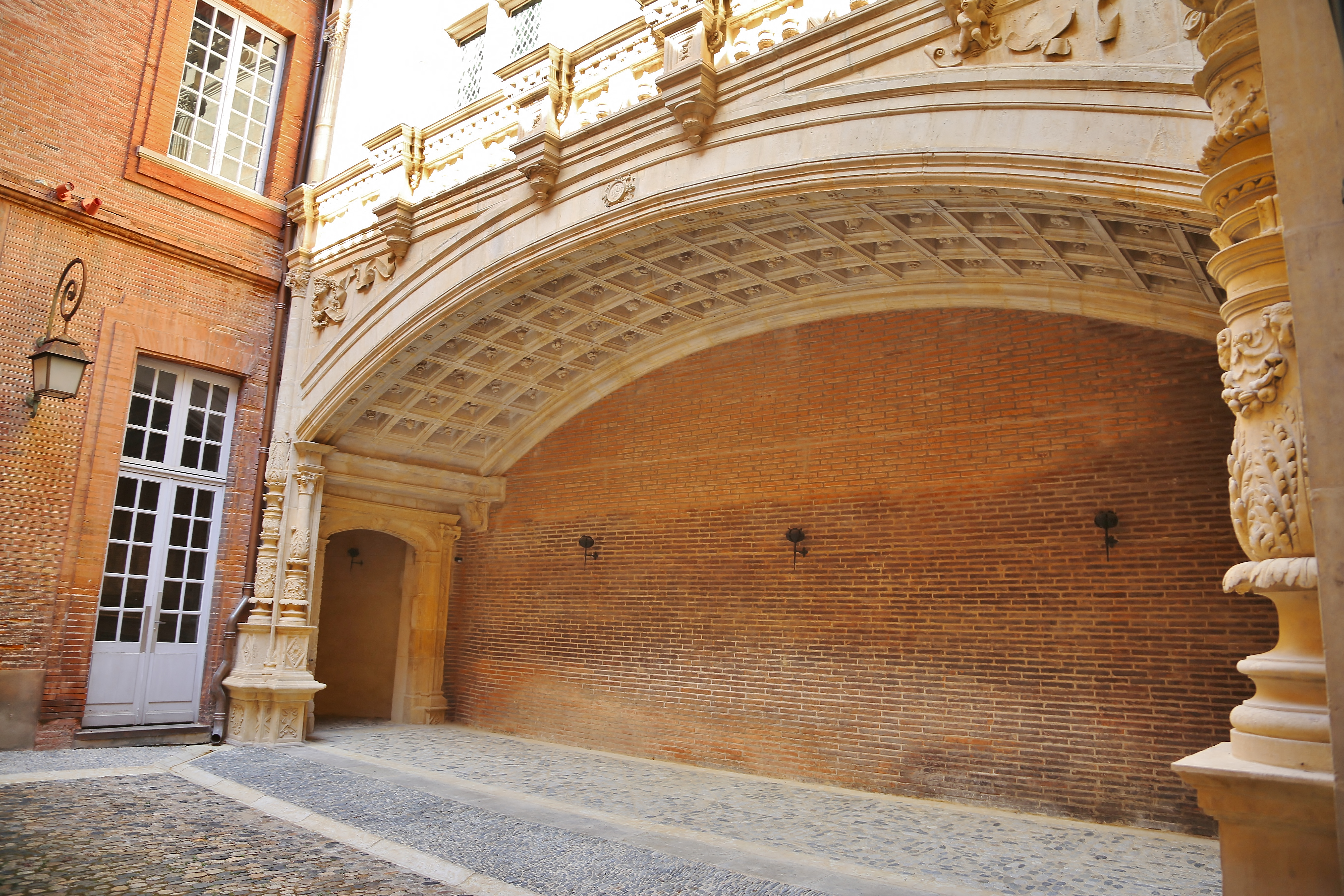
La voûte surbaissée et les colonnes-candélabres.

Jean de Bernuy naît vers 1475, probablement à Burgos, ville du royaume de Castille où son père, Juan de Bernuy (ou Bernui), est marchand. Il appartient à une famille de juifs convertis, engagés dans le commerce régional, mais aussi dans le commerce international. Elle s'inscrit dans le cadre des échanges commerciaux qui relient la Castille, le Midi de la France, la Flandre et l'Angleterre. Jean de Bernuy s'établit à Toulouse à la fin du XVe siècle, avant 1499. Il se consacre en particulier au commerce du pastel, dont une partie est vendue en Castille, et il en tire une fortune considérable. En 1501, il obtient des lettres de naturalité et de bourgeoisie. Signe de son insertion dans les réseaux de l'élite urbaine toulousaine, il épouse Marguerite Du Faur, fille d'Arnaud Du Faur (1460-1509), procureur général au parlement et seigneur de Saint-Jory,.
En 1502 et 1503, Jean de Bernuy achète plusieurs immeubles à Jean de Belbèze dans la petite rue des Cordières-Vieilles (actuelle allée Maurice-Prin), dont celui où était établie l'hôtellerie à l'enseigne des Balances. En 1503, il fait élever par les maîtres maçons Guillaume et Jean Langlois, dit Picard, plusieurs bâtiments en arrière de la rue des Cordières-Vieilles. L'année suivante, il passe un contrat à Aimeric (ou Merigo) Cayla, pour la construction d'un véritable hôtel particulier sur la rue des Prédicateurs (actuelle rue Joseph-Lakanal), qui s'organise autour d'une cour intérieure, et surmonté d'une tour – la plus haute des tours que faisaient construire les membres de l'aristocratie toulousaine dans leurs hôtels particuliers,.

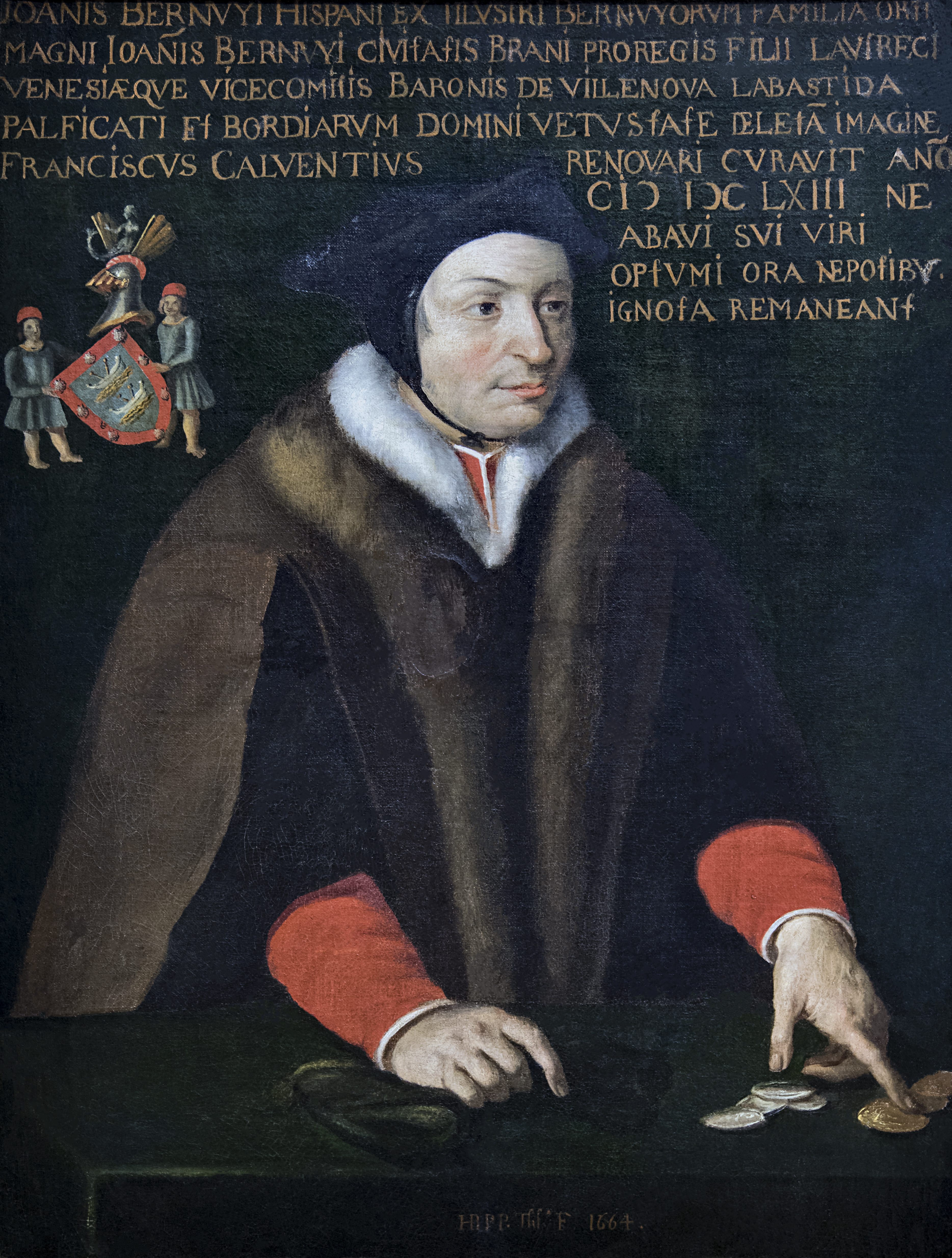
Portrait de Jean de Bernuy par Hilaire Pader (1664, château de Merville).

À partir de cette date, la position de Jean de Bernuy dans la société toulousaine s'élève rapidement. Ses lettres de naturalité et de bourgeoisie sont d'ailleurs renouvelées en 1509. Dans les années suivantes, il achète plusieurs terres nobles et, quoiqu'il n'ait pas été anobli, il devient seigneur de Paléficat en 1508, de Villeneuve-la-Comptal en 1515, et de Lasbordes en 1520, et il se constitue une fortune immense grâce au commerce de pastel avec sa famille. 
Jean de Bernuy se rend aussi propriétaire de plusieurs immeubles et maisons le long de la rue des Argentiers (actuelle rue Léon-Gambetta). Les travaux se poursuivent en 1520, et entre 1527 et 1529En 1530, il fait appel au maître maçon Louis Privat. Il fait abattre les immeubles afin de créer une nouvelle entrée à son hôtel. La façade, large de 13 mètres, est magnifiée du côté de la rue par un imposant portail sculpté où se fait sentir le style moderne de la Renaissance. La nouvelle cour intérieure manifeste ainsi la richesse et l'audace du propriétaire. Les travaux sont probablement terminés en 1533, date à laquelle il est élu capitoul pour la partie de la Daurade. La même année, il aurait reçu à dîner la cour du roi François Ier – le roi, lors de sa captivité à Madrid, après la désastreuse défaite de Pavie, avait fait le vœu d'un voyage de dévotion à Notre-Dame du Puy-en-Velay et à Saint-Sernin.
Les travaux se poursuivent dans l'hôtel, puisque entre 1537 et 1539, il acquiert deux immeubles sur la rue des Argentiers, à gauche de l'entrée qu'il a fait élever en 1530.
Jean de Bernuy meurt en 1556 à la suite d'un accident. D'après la tradition, lors de la visite de son neveu, Diego de Bernuy, il aurait donné en spectacle le combat d'un taureau avec des chiens dans la basse-cour de l'hôtel. Mais, le taureau s'étant échappé, l'aurait tué. Il est enterré dans la chapelle Saint-Jacques du cloître des Jacobins, à proximité immédiate de l'hôtel où il a vécu et où il est mort,. L'hôtel échoit à son fils Jean, vicomte de Lautrec, qui le vend cependant, pour 20 000 livres, à Antoine de Clary, receveur du roi à Montpellier. Pourtant, ce dernier n'ayant versé que la somme de 4 000 livres, l'hôtel reste occupé par Jean de Bernuy et son frère, Jacques, abbé de La Capelle et président à la chambre des Enquêtes au parlement.
En 1562, dans un contexte d'aggravation du péril de guerre religieuse entre les catholiques et les protestants, les tensions débouchent à Toulouse en affrontement armé, qui éclate le 11 mai. Des troupes protestantes se rendent maîtres du Capitole et des rues voisines, à faible distance de l'hôtel de Bernuy, mais elles sont contenues par les forces catholiques. Jacques de Bernuy, qui est suspecté d'avoir des sympathies pour les protestants et craint d'être victime du conflit, se tourne du côté des catholiques et demande des soldats pour la défense de son hôtel, mais ceux-ci se livrent au pillage de la demeure. Les protestants envoient un corps d'une centaine de soldats pour chasser les premiers, se livrant au pillage à leur tour après avoir pris possession de l'hôtel : Lancelot du Voisin, étudiant à Toulouse, assiste au pillage.

### Du collège des Jésuites au collège Pierre-de-Fermat

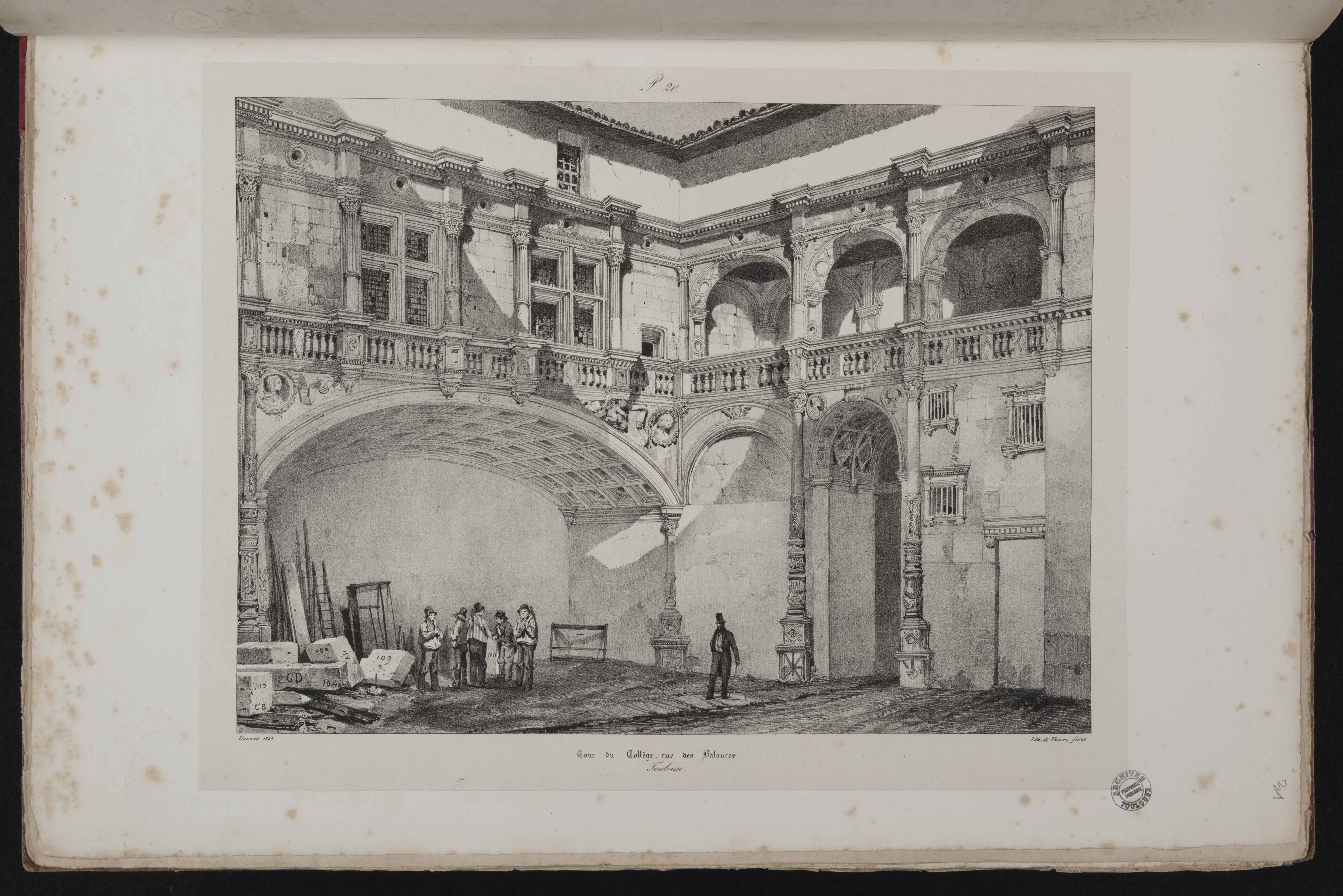
La cour du collège au milieu du XIXe siècle (lithographie de Pierre Thierry).

En 1566, l'hôtel de Bernuy est acheté par trois bourgeois de Toulouse, Pierre Delpech, Pierre Madron et Jean de Gamoy. Ils l'offrent à la ville, dans le but d'y établir un collège confié aux Jésuites. En effet, à la suite d'un édit du roi Henri II, donné à Nantes en 1551, la plupart des petits collèges avaient été fermés. Les biens de ces collèges devaient être réunis et affectés à la fondation d'un grand collège, sur le modèle des grands collèges parisiens : l'éducation doit mettre l'accent sur l'étude des langues anciennes, particulièrement le latin et le grec. En 1561, le nouveau collège de l'Esquile, premier collège moderne de la ville, a ouvert (actuels no 1 rue de l'Esquile et no 69 rue du Taur). Mais le nouveau collège n'échappe pas au contexte de guerre religieuse qui règne à Toulouse, plusieurs professeurs, suspectés de protestantisme, ayant dû fuir la ville.
Les Jésuites quant à eux, ont été chassés de Pamiers par les protestants et se sont installés en 1563 dans l'ancien couvent des Augustines (emplacement de l'actuelle place Occitane) : les religieuses s'étant converties au protestantisme, elles ont quitté leur couvent et la ville. Le 6 septembre 1566, les Jésuites investissent l'hôtel de Bernuy. Après différents travaux d'aménagement, ils ouvrent les portes de leur collège le 20 juin 1567. Les bâtiments de l'hôtel de Bernuy suivent alors les destinées du collège. Les Jésuites font construire de nouveaux bâtiments entre la rue des Prédicateurs et la rue des Cordières-Vieilles. En 1762, ils sont expulsés du royaume de France et le collège passe sous la protection royale. Après les vicissitudes de la Révolution française, il devient lycée en 1802. Les bâtiments de l'hôtel de Bernuy et de l'ancien collège des Jésuites sont dévolus, depuis 1957, au collège Pierre-de-Fermat.
Entre 1885 à 1889, des travaux sont menés par l'architecte Anatole de Baudot, élève d'Eugène Viollet-le-Duc. Il dirige un projet de restitution de la galerie de bois de la cour d'honneur. En 1889, les bâtiments subsistants de l'hôtel de Bernuy sont classés monuments historiques. La première cour, élevée entre 1530 et 1536, représentative de la Première Renaissance française est partiellement moulée et reproduite en 1888 à la Cité de l'architecture et du patrimoine au palais de Chaillot, à Paris. Le moulage en est réalisé par estampage par Jean Pouzadoux.
Depuis 2007, les bâtiments du collège bénéficient d'une profonde rénovation, menée par le conseil général, puis départemental de la Haute-Garonne. Entre 2019 et 2023, c'est la façade de la rue Léon-Gambetta qui est nettoyée et rénovée selon un projet de l'agence Arc&Sites Architectes Patrimoine Création,.

## Description

### Façade sur rue

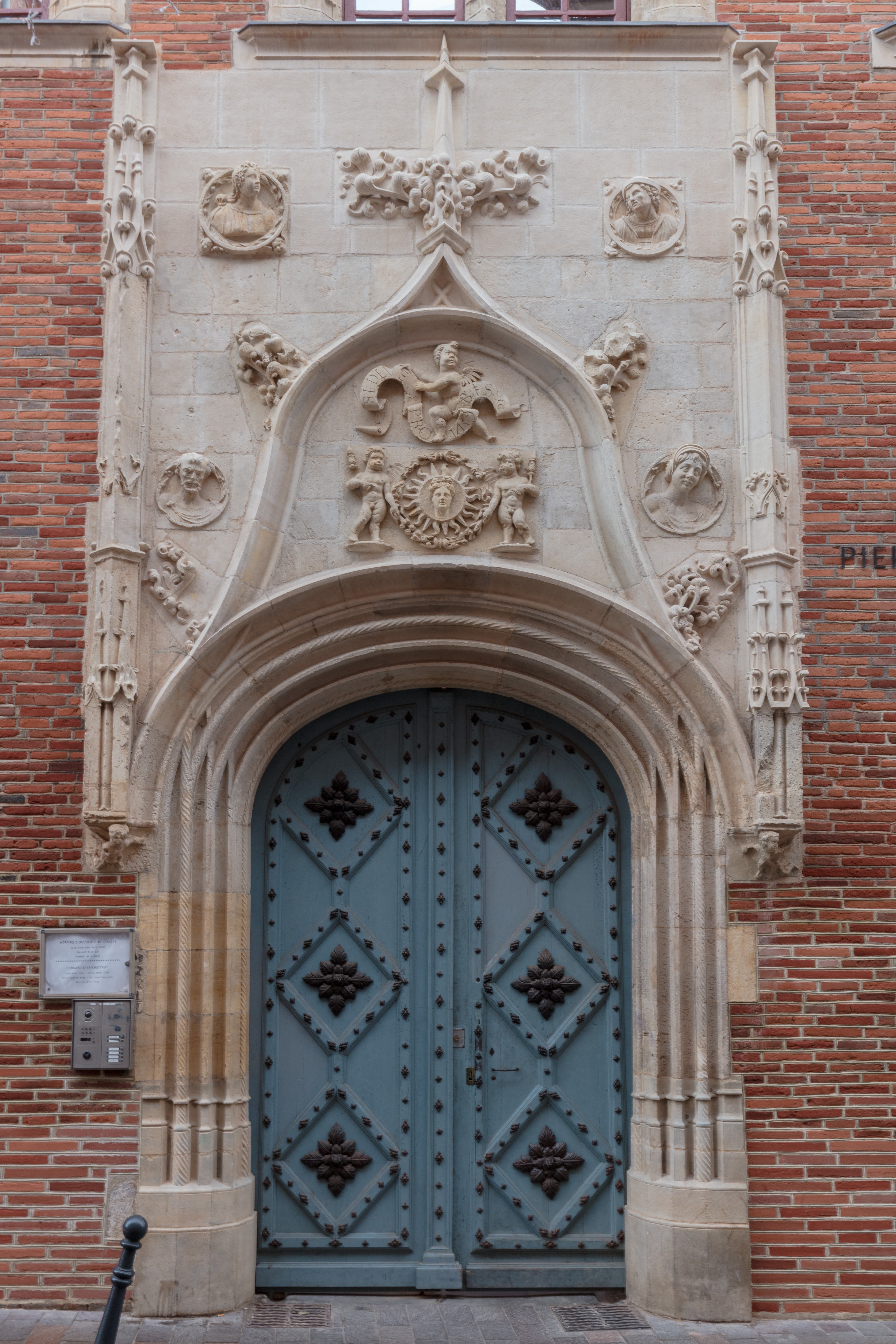
Le portail de la rue Léon-Gambetta.

La façade principale, sur la rue Léon-Gambetta, est d'un style gothique de transition vers la Renaissance. Bâtie en brique, elle se développe sur quatre travées et s'élève sur deux étages. Le décor, en pierre, se concentre autour de la porte principale. Elle est mise en valeur par les piédroits et les voussures moulurées. Deux culots, figurant des putti, soutiennent deux hauts pinacles ornés de feuillages qui montent jusqu'au 1er étage : c'est dans l'espace délimité par ces deux pinacles, au-dessus de la porte, que se déploie le décor sculpté. Une grande accolade en ogive, ornée de choux frisés, est surmontée d'un imposant fleuron.
À l'intérieur de l'accolade, au-dessus de la porte, le médaillon central figure une tête d'Apollon, inscrit dans un soleil rayonnant. Il a remplacé, dans la deuxième moitié du XIXe siècle, le monogramme du Christ que les Jésuites avaient substitué au blason de la famille de Bernuy au XVIIe siècle. Le médaillon est entouré d'une couronne de fleurs tenue par deux putti porteurs de lances. Au-dessus, un troisième putto tient un phylactère où se lit la devise de Jean de Bernuy : Si Deus pro nobis (« Si Dieu est avec nous [, qui sera contre nous ?] » en latin). À l'extérieur de l'accolade sont disposés quatre médaillons ornés de bustes de personnages.
Au 1er étage, les travées sont éclairées par des fenêtres à croisée en pierre. Elles ont des chambranles moulurés de nervures et sont surmontées de corniches qui s'appuient sur des corbeaux dont les culots, jusqu'alors en attente, furent sculptés en forme de bustes ou de choux frisés lors du ravalement de 2023. Le 2e étage est percé de simples fenêtres carrées, plus petites, dont le chambranle est également mouluré. La façade était surmontée de faux mâchicoulis et couronnée de créneaux, détruits entre 1838 et 1846, qui rappelaient la noblesse de la famille de Bernuy.

### Première cour

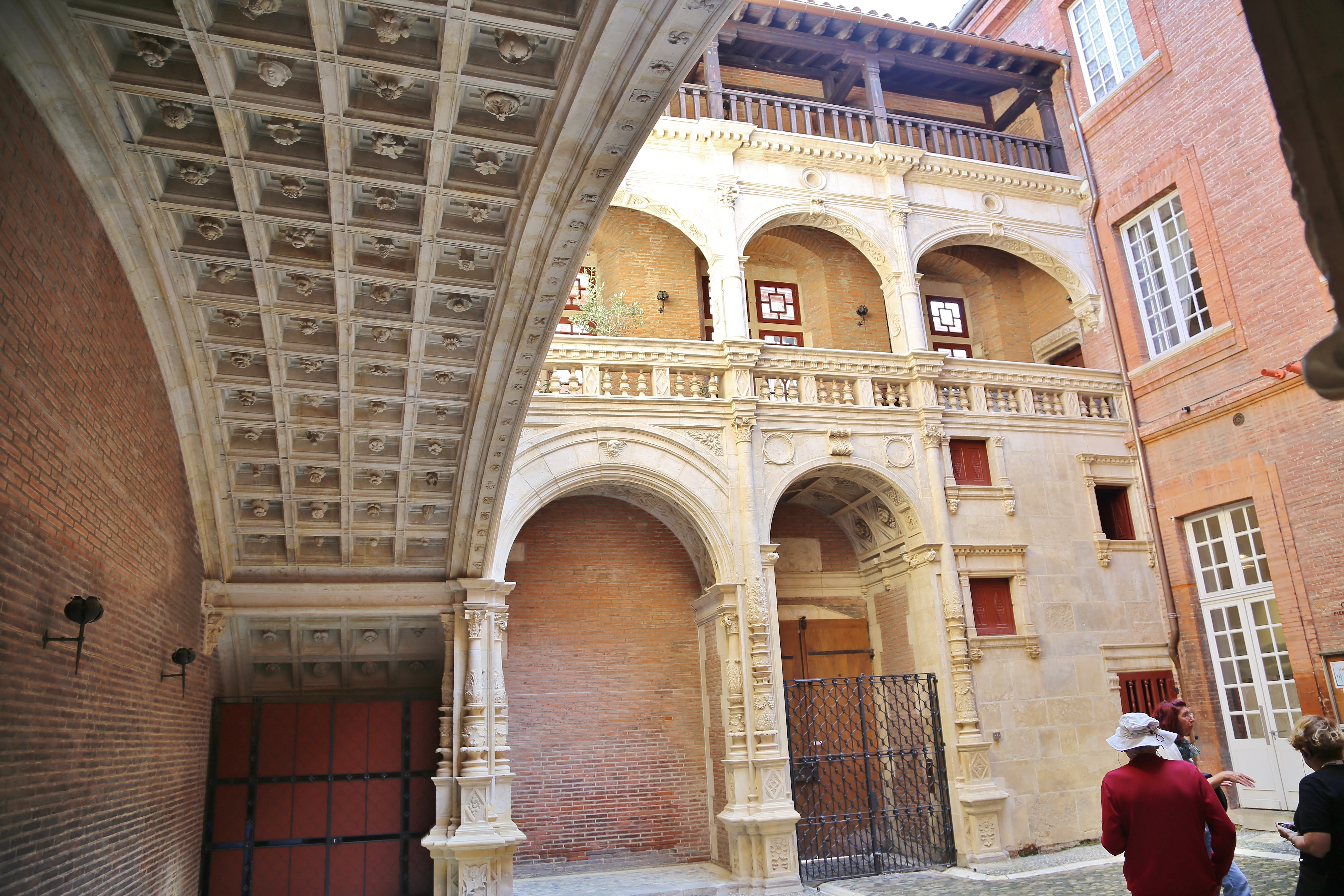
Vue d'ensemble de la première cour.

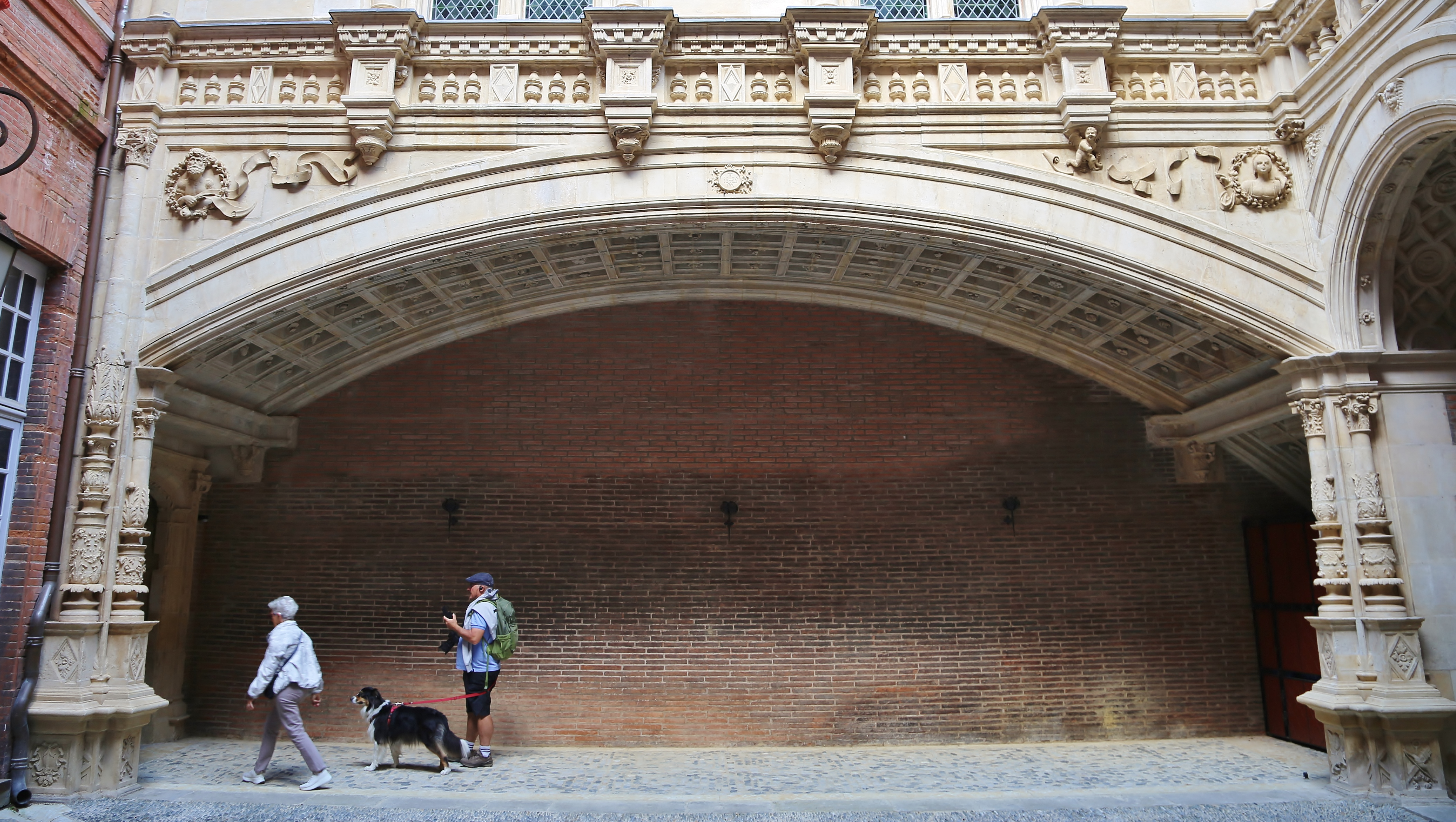
La voûte surbaissée.

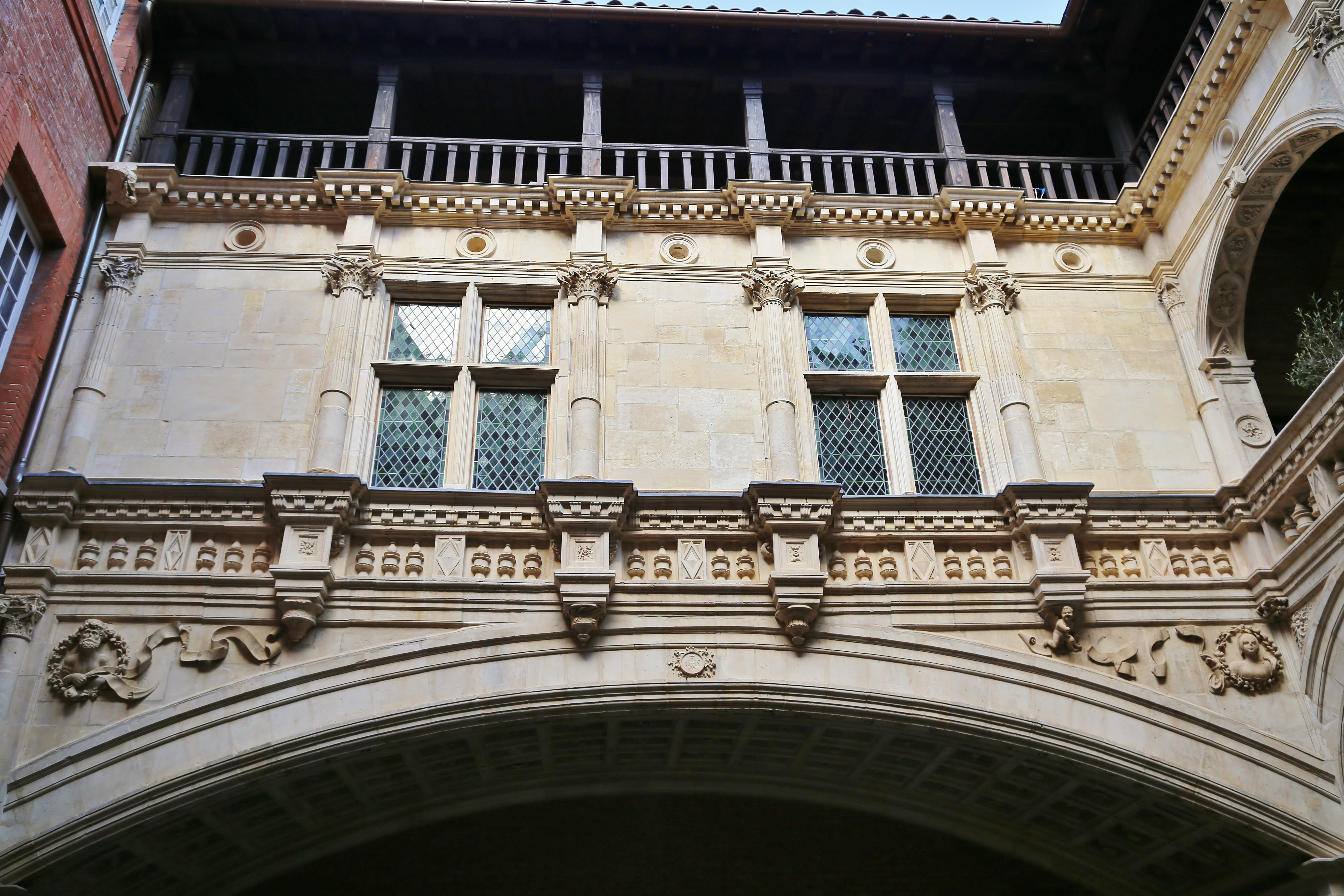
La galerie du côté nord.

La première cour de l'hôtel, aménagée en 1530, est l'œuvre du maître-maçon toulousain Louis Privat. Elle forme un carré presque régulier de 9 mètres de côté environ et d'une superficie totale de 88 m². Les façades, sur les côtés nord et est s'élèvent sur deux étages. La richesse du décor et l'emploi abondant de la pierre, matériau luxueux à Toulouse par sa rareté et son prix sur le marché local, affichent la richesse du propriétaire. L'utilisation de l'ordre corinthien, véritable nouveauté dans la ville et dont le dessin est largement tiré du traité d'architecte Medidas del Romano de l'architecte castillan Diego de Sagredo, sert à mettre en scène la puissance de Jean de Bernuy.
La façade est, au revers de la façade sur rue, compte trois travées. Elle s'organise autour du passage de la porte principale, dans la travée centrale, encadrée par deux fines colonnes-candélabres qui reposent sur de hauts piédestaux et ornées de feuillages, couronnées par des chapiteaux corinthiens. La clef possède une volute de feuillages, tandis que les écoinçons conservent deux médaillons laissés vides. La travée de droite cache un escalier tournant qui donne accès à la galerie du 1er étage. La porte et les trois fenêtres qui l'éclairent sont encadrées de pilastres à chapiteaux corinthiens qui soutiennent un entablement surmonté d'une corniche à modillons. De plus, l'appui des fenêtres repose sur des culots sculptés de têtes de putti.
La façade nord est remarquable pour le grand arc surbaissé qui, en libérant l'espace au sol, supporte la galerie du 1er étage. Il est soutenu, du côté de la cour, par deux groupes de colonnes-candélabres. La clef est ornée du monogramme du Christ et de Marie. Les écoinçons sont ornés de médaillons où un personnage en buste – un homme barbu à gauche, une femme à droite – tiennent chacun un phylactère. Sous l'arc, la voûte est constituée de caissons chargés de roses à l'antique pendantes, sur le modèle de l'intrados des arcs de triomphe antiques. Les cloisons des caissons, comme les roses, ne suivent cependant pas la courbure de la voûte mais sont strictement verticales, ce qui a compliqué le travail du tailleur de pierre. À l'extrémité basse de la voûte, dans un des caissons du côté de la rue, un buste d'homme barbu serait, d'après Jules Chalande, le portrait de l'architecte, Louis Privat. Enfin, à gauche, sous le grand arc, un passage voûté conduit à la deuxième cour.
Le 1er étage est réuni par une galerie, ouverte du côté est, au revers de la rue, et fermée du côté nord, au-dessus du grand arc. Un garde-corps à balustres, dont la rampe est décorée de modillons, court le long des deux côtés. Les travées sont rythmées par des colonnes à demi-cannelées à chapiteaux corinthiens, qui soutiennent une fine corniche moulurée surmontée d'un entablement percé d'œils-de-bœuf et d'une large corniche à modillons.
Le 2e étage est une simple galerie de bois, dont les colonnes soutiennent la charpente du toit.

### Deuxième cour et tour

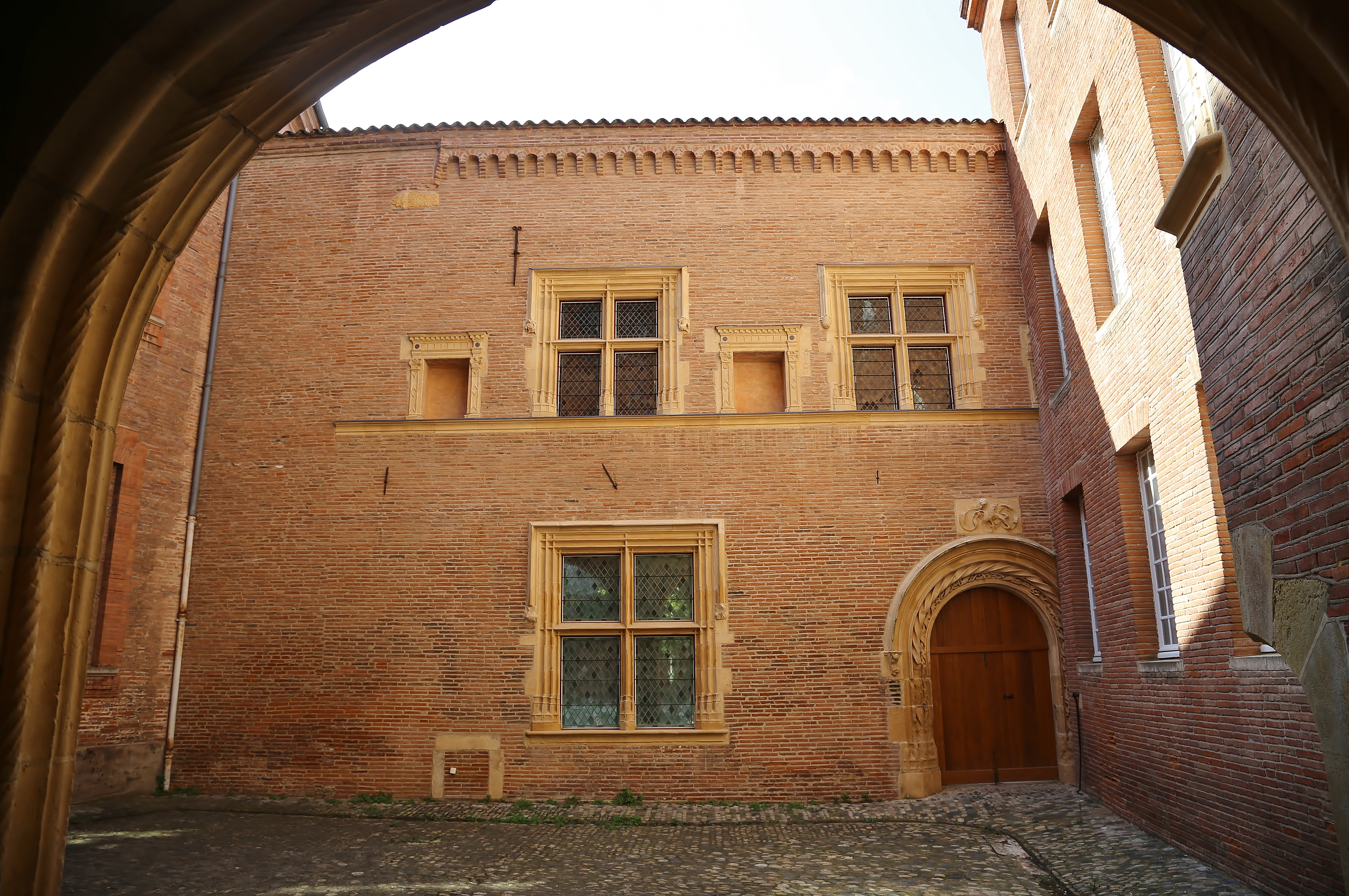
La façade est de la deuxième cour.

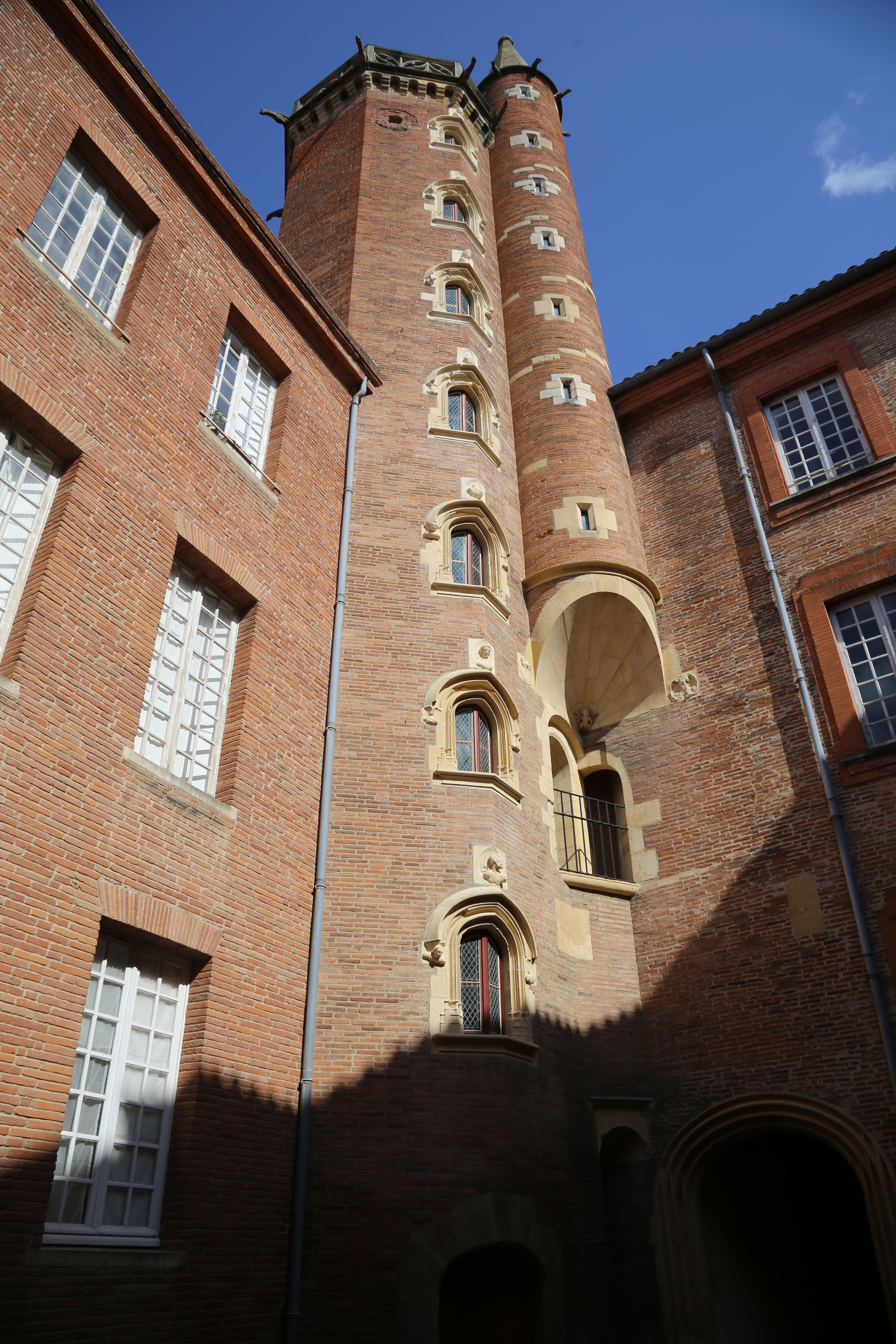
La tour.

La deuxième cour est aménagée en 1504 par le maître-maçon Aimeric (ou Merigo) Cayla. La façade est, qui s'élève sur deux niveaux, séparés par une corniche en pierre, a conservé son couronnement de faux mâchicoulis. Elle est percée, au rez-de-chaussée, d'une fenêtre à croisée, de style gothique, et, à l'étage, de deux fenêtres du même style. Elles alternent avec deux petites fenêtres de style Renaissance, encadrées de pilastres à chapiteaux corinthiens supportant un entablement mouluré surmonté de petits modillons. À droite, la grande porte charretière donnait accès à la basse-cour de l'hôtel. Elle est voûtée en plein cintre et mise en valeur par des voussures ornées de torsades et d'un arbre écoté. Elle est surmontée d'un lion héraldique qui tient dans ses griffes un phylactère gravé de la devise de Jean de Bernuy : Si Deus pro nobis.
La tour d'escalier hexagonale est également édifiée par Aimeric Cayla. Jean de Bernuy la veut « aussi haute que celle de Monsieur le procureur du roi », Arnaud Du Faur de Saint-Jory qui possède un hôtel particulier dans la rue Croix-Baragnon (ancien hôtel de Saint-Jory, emplacement de l'actuel hôtel d'Andrieu de Montcalvel, no 10 rue Croix-Baragnon),. Elle atteint 26,5 mètres de hauteur, n'étant dépassée que par la tour de l'hôtel d'Assézat, élevée en 1555 et la tour de l'hôtel de Mansencal, haute de 30 mètres et construite vers 1545. Elle est éclairée de sept fenêtres placées en angle. Elles ont des arcs en plein cintre entourés de larmiers à modillons gothiques, et sont surmontées de bustes. À l'intérieur, l'escalier à vis, bâti en pierre, est inachevé : il monte jusqu'à la porte de la tourelle d'angle, dans lequel un deuxième escalier à vis donne accès à la terrasse, au sommet de la tour. Celle-ci est est entourée d'une balustrade sculptée, soutenue par des mâchicoulis aveugles.